# Мазепа-Коваль Галина Ісааківна
Галина Ісааківна Мазепа-Коваль (9 лютого 1910, Санкт-Петербург — 30 червня 1995, Каракас) — українська і венесуельська художниця, ілюстратор. Дочка прем'єр-міністра уряду УНР Ісаака Мазепи.

## Біографія

### Походження й навчання
Галина Мазепа народилася 9 лютого 1910 року в Петербурзі. Первісток у родині Ісаака Мазепи й Наталії з роду Сингалевич, які саме закінчували університетські студії. Ісаак Мазепа (1883—1952) походив з села Костобобрів на Чернігівщині, з тієї частини України, в якій довго зберігалися традиції Гетьманської держави. За фахом агроном, він був більш відомий як політичний діяч, ставши головою уряду Української Народної Республіки в 1919 році.
До 11 року життя провела у Січеславі (Катеринослав, тепер Дніпро), де вчиться у митця Миколи Погрібняка, який прищеплює їй любов до народного мистецтва, особливо писанок. У 1921 році переїхала до Львова, де навчається у митця Юрія Магалевського, який звертає її увагу на багатство іконопису. Згодом, у 1923 році, переїхала до Праги.

### Празький період
Ім'я Галини Мазепи як талановитої і цікавої художниці стало відомим багатьом ще напередодні Другої світової війни, коли вона наприкінці 30-х рр. брала участь у різноманітних виставках у Львові. Вже тоді її мистецтво привертало увагу глядача модерним трактуванням теми. З полотнами мисткині в той час зустрічаємось на виставках в Римі, Берліні та Празі. В останньому з цих міст художниця жила триваліший час. Тут вона закінчила Українській студії пластичного мистецтва в 1935 році. У майстернях проф. Сергія Мако, проф. Роберта Лісовського та передовсім у проф. Кратохвіля вона здобула ті основи мистецького хисту, які сформували певний напрям в її майбутньому малярському житті.
З того часу Галину Мазепу бачимо як графіка-ілюстраторку літературних видань для дітей. В царині цієї галузі мистецтва вона зайняла поважне місце. Своїм вмінням і прикметами, потрібними ілюстраторці, вона оформила казки-п'єси Олександра Олеся «Пригоди бабусі», «Бабуся у гостях у ведмедя», «Ведмідь у гостях у бабусі», опісля титульні сторінки «Школярика» й «Школяра», що їх видав Леонід Полтава у 1945 році. Крім ілюстрування «Веселки» і «Крилатих», художниця оформила «Квітку щастя» Т. Білецької, «Сонцебори» І. Смолія та низку інших шкільних читанок, підручників та книжок: «Зуб часу» й «Івасик Телесик».
У 1945 р. під час бомбардування Праги американцями загинули два її сини разом з матір'ю Наталею Сингалевич.

### Венесуельський період
Після вимушеного виїзду з Європи до Венесуели з родиною наприкінці 1947 року, до держави тропічного клімату та яскравих кольорів, Галина Мазепа виявилася найбільш продуктивною. Її творчий доробок дуже великий. Про її плідну працю свідчать такі художні твори на українську тематику, як: «Ворожіння» (1946), «Русалки» (1948), «Гуцульська мати» (1972), «Мавка» (1977), «Три жінки» (1977) та багато інших.
У Венесуелі Галина Мазепа працювала художником у кіностудії «Болівар-фільм», де успішно творила ілюстрації для мультиплікаційних фільмів (cartoons), виставляла свої картини на різноманітних форумах.

### Відзнаки
Картини Галини Мазепи були нагороджені й відзначені на багатьох конкурсах. 1956 року у Венесуелі в Національному салоні її твір одержав першу нагороду, яку їй вручив президент країни. Ця нагорода припала мисткині за її рельєфну картину, на якій була виліплена Божа Мати Покрова, що тримала рушник, яким прикривала човен-чайку з козаками. Цим твором, який дістав таке високе визнання у країні проживання художниці, як й іншими своїми творами, мисткиня знайомила чужий для неї, українки, світ з близькою і рідною їй тематикою, українською традицією завдяки талантові, власним зусиллям і матеріальним засобам, які вона здобула тяжкою працею.

«Churun Meru», 1986

У 1986 році На 5-му Міжнародному Конкурсі художників ілюстраторів Noma (англ. The Noma Concours for Picture Book Illustrations), який організується щодвароки Тихоокеансько-азійським Культурним центром (англ. Asia/Pacific Cultural Centre) під егідою ЮНЕСКО для графіків та ілюстраторів з країн Азії (за викл. Японії), країн Тихоокеанського регіону, Африки, Близького Сходу, Латинської Америки та країн Карибського з метою промоції їх творчості та сприяння реалізації їх творчого потенціалу робота Галини Мазепи-Коваль (або за конкурсною програмою Мазепа де Коваль — Halyna Mazepa de Koval) «Churun Meru» була відмічена спеціальним призом журі.
Мисткиня померла в Каракасі 30 червня 1995 року.

## Вшанування пам'яті
У місті Дніпро є вулиця Галини Мазепи.